# Ciudadano del mundo

Un diseño de la bandera ciudadano del mundo.

Ciudadano del mundo o cosmopolita (del griego κοσμοπολίτης, y este de κόσμος, «universo», «orden», y ciudad) es una persona que desea trascender la división geopolítica que es inherente a las ciudadanías nacionales de los diferentes estados  y países soberanos. Al negarse a aceptar la identidad patriótica y afirmarse cada uno como representante de sí mismo, los ciudadanos del mundo afirman su independencia como ciudadanos de la Tierra, del mundo, o del cosmos. Sin embargo, hay quien repele también la terminología de ciudadano, en tanto implica el sometimiento a la soberanía de una gobernanza nacional y prefiere hablar de ser humano. 
De la definición como «ciudadano del mundo» deriva el concepto de ciudadanía mundial, que, como ha señalado David Heater, «ha sufrido muchos altibajos a lo largo de la historia», desde que los filósofos estoicos griegos y romanos la definieran por primera vez, aunque como una figura retórica, en cuanto desposeída de status jurídico o político. Desde entonces la interpretación del concepto «ha sido vaga y variada, desde un deseo a comprometerse con un código moral universal hasta la convicción de que la formación de un estado mundial es esencial», afirma Heater.
En el término estricto, ciudadanía del mundo rechaza entonces las divisiones estatales, y la misma pertenencia obligatoria como ciudadanos de un Estado; es un concepto internacionalista pero no es solamente una aspiración bienintencionada de dejar a un lado las diferencias por nacionalidad, es también un proyecto político con propuestas de cómo establecer una nueva ciudadanía de aplicación global. Los principios de la ciudadanía mundial serían primeramente que sea una ciudadanía de aplicación local y de adhesión voluntaria, y que a través de pactos federativos estas unidades territoriales locales por decisión de sus propios ciudadanos aceptarían entre sí a los ciudadanías de las demás localidades.

## Significado
La perspectiva de un ciudadano del mundo tiene afinidad con la perspectiva existencialista en tanto en cuanto los ciudadanos del mundo:
- No quieren ser catalogados mediante la imposición de categorías artificiales.
- Gustan de identificarse a sí mismos principalmente como seres humanos y después como pertenecientes a cualquier grupo o grupos a los que crean pertenecer.
- También algunos ciudadanos del mundo pueden trabajar o querer trabajar para unas Naciones Unidas reformadas que representen y respondan a la voluntad de los pueblos del mundo, más que a los regateos y disputas entre gobiernos, y se adhieren a los principios de la Declaración Universal de los Derechos Humanos como un sistema federal en la escala nacional; asimismo, también pueden trabajar hacia el reforzamiento de la identidad común y la armonía entre los ciudadanos del planeta, aún respetando la diversidad local y nacional.

Quien se considere ciudadano del mundo no tiene por qué adherirse a ninguna ideología en particular, aunque existe la tendencia a asociarlos con filosofías sobre la nación y el mundo como el internacionalismo, el cosmopolitismo, el anacionalismo, el globalismo, o el federalismo; y con filosofías políticas tales como el paternalismo libertario y el racionalismo progresivo.

## Historia

### Antigüedad clásica
Los primeros en identificarse a sí mismos como «ciudadanos del mundo» fueron los filósofos estoicos. Acuñaron el término de «cosmópolis» o ciudad universal de la que se deriva la palabra cosmopolita. Plutarco afirmó que deberíamos considerar «a todos los hombres conciudadanos de una misma comunidad, y que haya una única vida y un único orden... bajo una ley común».

### SiglosXVIalXVIII
Durante el Renacimiento se publicaron y tradujeron muchos textos clásicos, entre ellos los de los escritores estoicos (las Meditaciones de Marco Aurelio se publicaron en 1558). Esto despertó el interés por el cosmopolitismo entre algunos autores como Justo Lipsio que afirmó que «nuestra patria es el mundo entero». Lipsio recogió una anécdota que desde el siglo I d. C. se contaba sobre Sócrates. Preguntado este sobre a qué país pertenecía respondió que era ateniense, pero también «ciudadano del universo». Esta anécdota la reprodujo asimismo Montaigne, interesado también por el cosmopolitismo.
Sin embargo, no fue hasta la época de la Ilustración cuando se extendió la noción de ciudadanía mundial. John Locke se ocupó del asunto y sobre esta cuestión escribió:

Por virtud de esta ley, él [el hombre] y el resto de la humanidad son una comunidad, constituyen una sociedad separada de las demás criaturas. Y si no fuera por la corrupción y maldad de los hombres degenerados, no habría necesidad de ninguna otra sociedad, y no habría necesidad de que los hombres se separasen de esta grande y natural comunidad para reunirse, mediante acuerdos declarados, en asociaciones pequeñas y apartadas las unas de las otras.

Aunque Locke no usó la expresión «ciudadanía mundial» sus comentarios tenían un sentido más claro que los de autores ilustrados como Voltaire o Benjamin Franklin que sí se proclamaron «ciudadanos del mundo». Por su parte Thomas Paine, le dio un sentido más claramente político al considerar la Revolución americana como el inicio de una nueva era en la que sus ideales se extenderían por todo el planeta. Lo mismo ocurrió con Maximilien Robespierre aunque fracasó en su intento de incluir en la Declaración de los Derechos del Hombre y del Ciudadano de 1793 un artículo que recodaba lo dicho por Plutarco casi dos mil años antes. El artículo decía:

Los hombres de todos los países son hermanos y los diferentes pueblos deben ayudarse mutuamente según su poder, como los ciudadanos de un mismo estado.

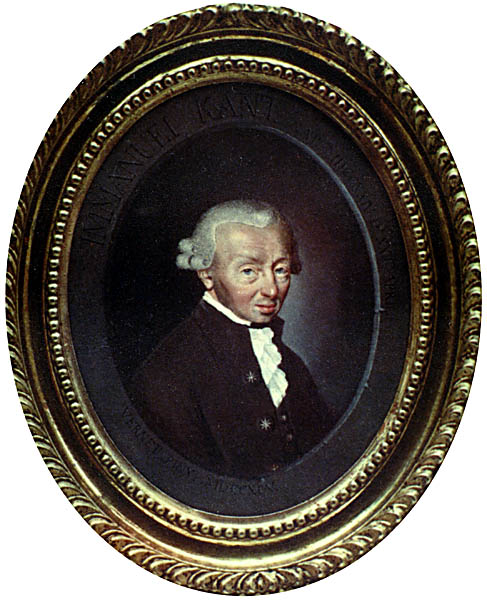
Retrato de Kant por Carle Vernet (1795).

Anacharsis Cloots, autoproclamado «Orador del género humano», fue más lejos y en 1793 propuso la creación de un estado universal en su obra Bases Constitutionnelles de la République du Genre Humain (propuesta que llegó a presentar a la Convención pero que fue rechazada). «Calcúlese de antemano la felicidad de la que disfrutarían los ciudadanos cuando las leyes universales pongan freno a la avaricia del comercio y a las envidias del vecino, cuando las ambiciones se vean eclipsadas por la mayoría de la raza humana», argumentó sin éxito.
Dos años después Immanuel Kant publicaba su obra Sobre la paz perpetua, de una enorme repercusión, en la que postulaba la creación de una ley cosmopolita (o derecho cosmopolita, en alemán Recht) que consideraba «a hombres y Estados, en sus relaciones, como ciudadanos de un estado universal de la humanidad (ius cosmopoliticum)». Alcanzada la comunidad universal, «la violación de un derecho en un punto de la tierra repercute en todos los demás», por lo que el ciudadano del mundo debía vigilar que estos derechos se respetaran en todas partes.

### SiglosXXyXXI

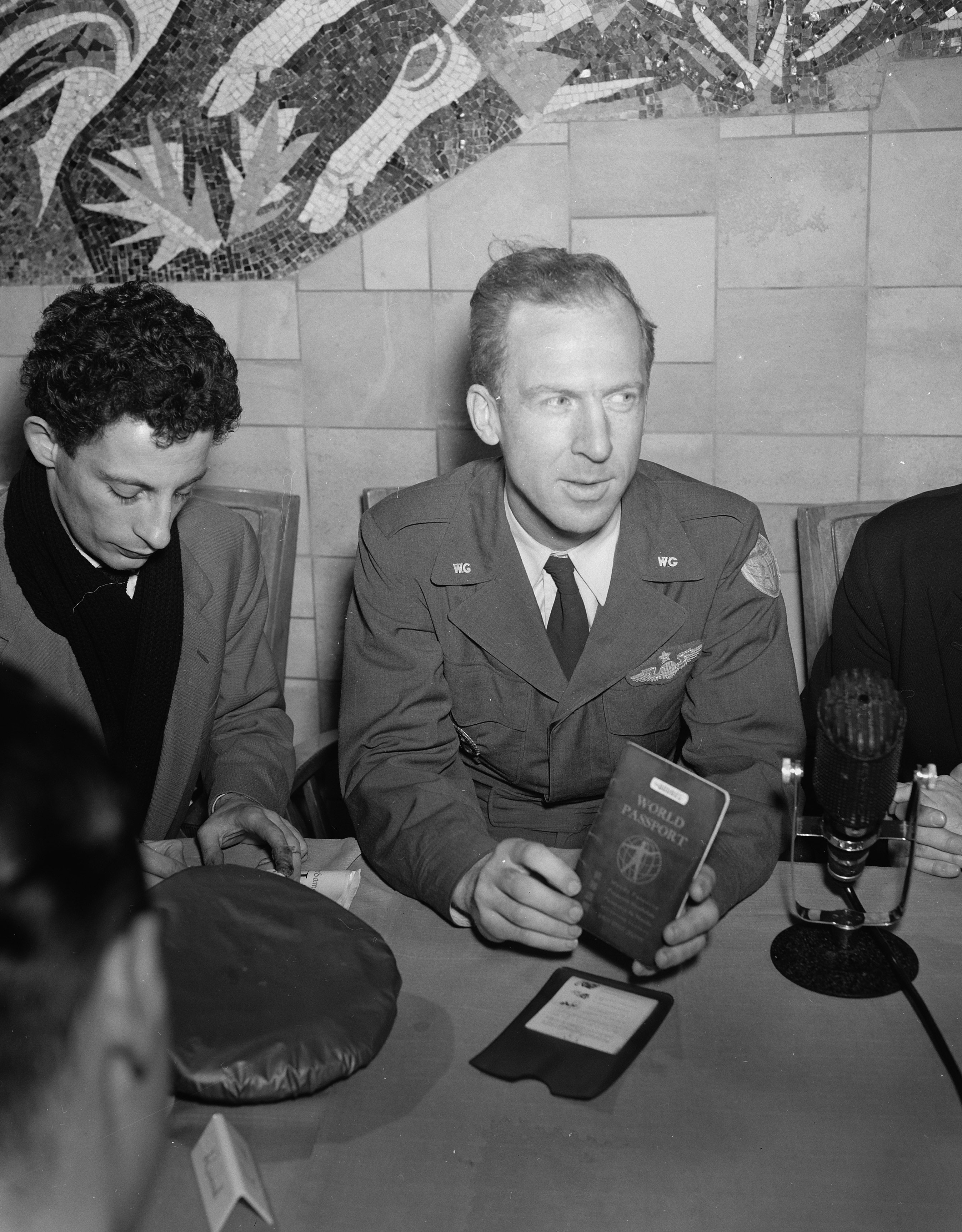
Garry Davis, mostrando su pasaporte mundial.

Sin embargo, el ideal de la ciudadanía mundial no se retomó hasta después de la Segunda Guerra Mundial, lo que se explicaría porque los ciento cincuenta años anteriores estuvieron dominados por los nacionalismos. En 1945 el francés Robert Sarrazac fundó el Front Humain des Citoyens du Monde ('Frente Humano de los Ciudadanos del Mundo') una de cuyas propuestas fue que los ciudadanos se censaran como ciudadanos del mundo. El estadounidense Garry Davis la puso en práctica y creó el Registro de ciudadanos del mundo, que en pocos meses logró más de ochocientos mil censados. Para dar publicidad a su iniciativa en 1948 renunció teatralmente a su nacionalidad estadounidense acampando en la entrada del Palacio de Chaillot en París, entonces sede de la Asamblea General de las Naciones Unidas (organización fundada tres años antes en San Francisco). Su objetivo último era la creación de un gobierno federal mundial. «Pensé en la constitución de un gobierno mundial del mismo modo que habían sido creados los demás gobiernos; simplemente declarándome un ciudadano real de ese gobierno y comportándome como tal», explicó más tarde. La propuesta de Davis contaba con algún antecedente: en 1842 lord Alfred Tennyson había hablado del «Parlamento del Hombre, la Federación del Mundo».
En 1948, el mismo año en que Davis acampaba en la entrada del Palacio de Chaillot en París, se fundaba en la ciudad suiza de Montreux el Movimiento Mundial por un Gobierno Federal Mundial, actualmente conocido como Movimiento Federalista Mundial. En su documento constitutivo se establecía como una de sus tareas principales «la preparación de una asamblea constituyente mundial», paso previo a la formación de «un gobierno federal mundial», para lo que se hacía un llamamiento «a los pueblos del mundo [a que] se unan en esta cruzada». Sus miembros se comprometían a elaborar un borrador de constitución mundial que «será presentado para su ratificación no sólo a los gobiernos y parlamentos, sino también al propio pueblo». En última instancia, estos  federalistas mundiales, como muchos otros, pusieron sus esperanzas en la reforma radical de la Organización de Naciones Unidas y de su funcionamiento, proponiendo la creación de una asamblea mundial de ciudadanos que coexistiría con la Asamblea General en la que están representados los diversos estados, una propuesta que cobró un nuevo impulso a finales del siglo XX con el proyecto de Asamblea Parlamentaria de las Naciones Unidas (que nunca llegó a materializarse).

Emblema de la propuesta Asamblea Parlamentaria de las Naciones Unidas. Consiste en un fondo azul claro con el emblema en blanco, que son los colores oficiales de las Naciones Unidas. Este está formado por dos ramas de olivo representando la paz, como en el emblema original de la ONU, solo que en el emblema de la APNU las ramas rodean el hemiciclo o graderías de una sala de sesiones parlamentaria.

Pasados los primeros años de la posguerra los movimientos a favor de la ciudadanía mundial perdieron fuerza y solo comenzaron a recuperarse en la década de 1970, especialmente en Francia y en Estados Unidos. En Francia se fundó el Mouvement populaire des Citoyens du Monde ('Movimiento popular de los Ciudadanos del Mundo') y en 1975 se celebró en San Francisco la primera Asamblea de Ciudadanos del Mundo. Esta última dio un impulso renovado al proyecto de crear una segunda asamblea de ciudadanos en la ONU y en 1982 creó una Red Internacional para una Asamblea de las Naciones Unidas (INFUSA, por sus siglas en inglés) y, en 1989, lanzó la Campaña por unas Naciones Unidas Más Democráticas (CAMDUM). INFUSA propone la creación de un órgano consultivo de la Asamblea General de las Naciones Unidas elegido por los pueblos mundo, mientras que CAMDUM va más lejos y propugna el establecimiento de un sistema bicameral (una cámara elegida democráticamente que funcionaría en paralelo a la Asamblea General).
Estos movimientos federalistas mundiales han sido muy críticos con la ONU exigiendo especialmente que haga efectiva la Declaración Universal de los Derechos Humanos aprobada por la Asamblea General en 1948, garantizando el ejercicio de los mismos y acabando con los abusos. No obstante, han valorado positivamente la creación de la Corte Penal Internacional que se rige por el Estatuto de Roma aprobado por 110 países en 1998 y que comenzó a funcionar en 2003, aunque Estados Unidos, Rusia o China, entre otros Estados, no han reconocido su jurisdicción.
El nacimiento de la Corte Penal Internacional no fue ajeno al creciente interés que suscitó el tema de la ciudadanía mundial en la década de 1990 tras la caída de los regímenes comunistas del Este de Europa y la desaparición de la URSS y la aceleración del proceso de globalización. Uno de los autores más destacados ha sido David Held que en su obra titulada La democracia y el orden global ha sugerido el concepto de «democracia cosmopolita». Según Held, si todos los estados acataran la validez de una ley global aprobada democráticamente,

podrían coincidir los derechos y las responsabilidades del pueblo qua ciudadanos nacionales con los del pueblo qua súbditos del derecho cosmopolita, y la ciudadanía democrática podría adquirir, en principio, un statuts genuinamente universal.

## Nacionalismo, cosmopolitismo y ciudadanía mundial
Según los partidarios de la ciudadanía mundial, gran parte del pensamiento político de los dos últimos siglos ha dado por supuesto el ideal del nacionalismo y la institución del estado-nación que justificaba la soberanía como «Los pueblos son libres e independientes entre sí». Ahora, con el advenimiento de la globalización (aldea global) y el incremento de la facilidad de viaje y comunicación (libertad de circulación), habría aumentado la sensación de que el sistema político basado en el estado-nación se habría quedado obsoleto: los pueblos no son más totalmente independientes entre sí, pues comparten la misma Tierra. Se habría pasado, pues, a una suerte de globalización.[cita requerida]
Diversos pensadores, desde Albert Einstein y Bertrand Russell hasta Jesús Mosterín y Martha Nussbaum, consideran que ya es hora de diseñar una alternativa cosmopolita, más adecuada a las nuevas y futuras circunstancias y que garantice mejor la paz mundial. Mosterín piensa que no hay razón alguna para recortar las libertades individuales, como la libertad de lengua, de religión, de costumbres o de viajes, en nombre de la nación, la iglesia o el partido. Desde ese punto de vista, Internet es un modelo mucho más atractivo que los estados nacionales o los movimientos nacionalistas. Considera que el estado-nación es incompatible con el pleno desarrollo de la libertad, cuyo florecimiento requiere la reorganización del sistema político mundial en un sentido cosmopolita. En concreto, sugiere un mundo sin estados nacionales, organizado territorialmente en pequeños cantones autónomos pero no soberanos, sin ejército y sin poder para frenar la libre circulación de personas, ideas y mercancías, complementado por el establecimiento de fuertes organizaciones mundiales, empezando por un sistema global de justicia que vele por los derechos humanos en el mundo entero. Sin embargo, según otros teóricos, lo anterior significaría un retroceso al sistema de ciudades estado, por lo que proponen un gobierno mundial regido, tal vez, por la ONU.[cita requerida]
Otros autores que siguen también la tradición cosmopolita no se centran en la desaparición del estado-nación, sino que ponen más bien el énfasis en la participación ciudadana global y en la reforma de instituciones internacionales. David Held, por ejemplo, propone un nuevo convenio global entre los diversos actores políticos para ordenar el fenómeno de la globalización. Daniele Archibugi defiende la democracia cosmopolita. Martín Ortega Carcelén apunta que ya se está creando un sistema político global, que llama "cosmografía", en el que intervienen principios fundamentales del orden internacional aceptados por los más diversos países. Por último, otras corrientes como la del paternalismo libertario o el racionalismo progresivo proponen una figura que trasciende en libertad al concepto de ciudadano: la de ser humano.